# (466643) 2014 WX51
(466643) 2014 WX51 es un asteroide perteneciente al cinturón de asteroides, descubierto el 30 de diciembre de 2008 por el equipo Spacewatch desde el Observatorio Nacional de Kitt Peak (Arizona, Estados Unidos).